# Sant Pere al Pla
Sant Pere al Pla és una masia de Sora (Osona) inclosa a l'Inventari del Patrimoni Arquitectònic de Catalunya.

## Descripció
La masia que actualment correspon a Sant Pere al Pla és una construcció de nova factura. Aquesta és de planta rectangular i teulat a doble vessant. L'interès d'aquesta rau en la conservació del topònim de l'antiga sufragània de Sant Pere de Sora que desaparegué refosa amb l'antiga construcció de la casa. A banda i banda del balcó que està situada sobre la porta principal de la casa hi ha inscripcions commemoratives sobre l'existència en el lloc de l'església de Sant Pere. Els antics murs de la capella de Sant Pere del Pla queden amagats entre els murs de les corts de la masia, gairebé inapreciables.

## Història
La primera notícia és de l'any 1148 quan Guillem de Solà i el seu germà Bertran donen a Sant Salvador (d'Orís) una propietat que tenen a la parròquia de Sant Pere al Pla. Tot i la cita, l'església mai va ser parròquia, sols sufragània. Construïda després de Sant Pere al Puig, no tenia ni fonts baptismals, ni sagrari ni cementiri. El 1348 Guillem Comella, rector de Saderra, hi fundà un benefici per mantenir-hi el culte. El dret d'aquest fou primer del mas Comella de Sant Quirze, però, després passà a l'Espadaler. A partir de 1731 sols se celebrava missa per Santa Magdalena i per l'Aplec de Sant Mateu. El 1855 es suprimeix com a sufragània de Sant Pere de Sora.